# God's Clay
God's Clay é um filme mudo britânico de 1919, do gênero drama, dirigido por Arthur Rooke e estrelado por Janet Alexander, Humberston Wright e Maud Yates. É uma adaptação do romance God's Clay, de Claude Askew e Alice Askew. A história foi adaptada para um filme de 1928, God's Clay, dirigido por Graham Cutts.

## Elenco
- Janet Alexander – Angela Clifford
- Humberston Wright – Geoffrey Vance
- Maud Yates – Poppy Stone
- Arthur Rooke – Horace Newton
- Nancy Kenyon
- Adeline Hayden Coffin
- J. Hastings Batson